# Euryglossina doddi
Euryglossina doddi är en biart som först beskrevs av Exley 1968.  Euryglossina doddi ingår i släktet Euryglossina och familjen korttungebin. Inga underarter finns listade i Catalogue of Life.

## Bildgalleri

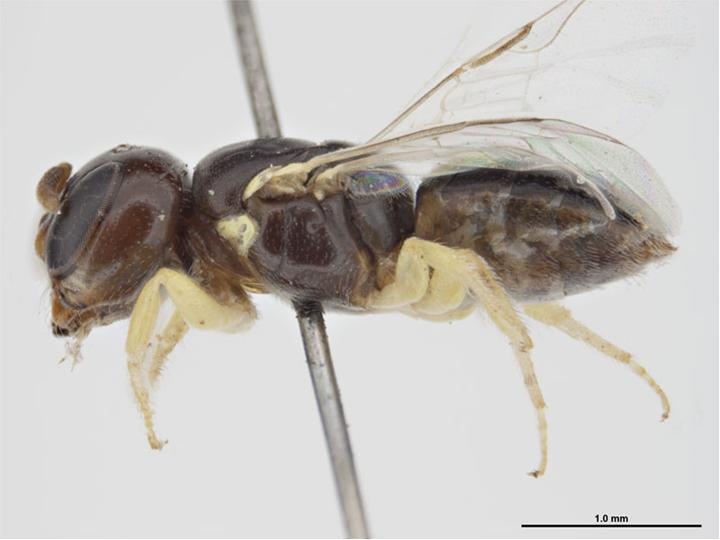
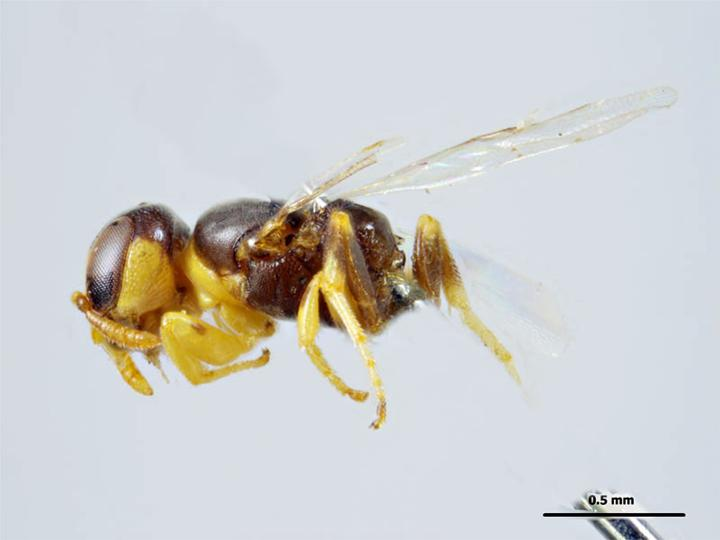